# Magnus V
Magnus V (norw. Magnus V Erlingsson), (ur. 1156 r., zm. 15 czerwca 1184 r.) – król Norwegii 1161–1184, z dynastii Yngling.
Panowania Magnusa V przypadło na okres wieloletniej wojny domowej trwającej w Norwegii w latach 1130–1240 pomiędzy kolejnymi władcami norweskimi i pretendentami do tronu królewskiego, okres ten w historii Norwegii znany jest pod nazwą borgerkrigstid. W tym czasie w kraju powstały dwa zwalczające się stronnictwa: jedno dążące do zjednoczenia kraju pod władzą jednego władcy zostało nazwane stronnictwem narodowym (tzw. stronnictwo Birkebeiner), zaś drugie, według którego każdy potomek królewskiego rodu miał prawo do części władztwa, zostało nazwane stronnictwem kościelnym (tzw. stronnictwo Baglar), z tej racji, że uzyskało poparcie biskupów norweskich.

## Pochodzenie i początki panowania
Magnus był synem możnowładcy norweskiego Erlinga Ormsen Skakke i księżniczki Krystyny (zm. 1178), córki króla Norwegii Sigurda I. Ojciec Magnusa był głównym doradcą i współpracownikiem króla Inge I Garbatego (panującego w latach 1136–1161). Gdy król Inge I zginął w walce o tron z pretendentem do korony, swym bratankiem Haakonem II Barczystym (4 lutego 1161), wówczas Erling Skakke stanął na czele stronnictwa Bagler. Erling Skakke wraz ze swymi zwolennikami ogłosił, że jego syn Magnus jest jedynym prawowitym spadkobiercą królewskiego tronu i jako jedyny spadkobierca króla Inge I został obwołany królem Norwegii (1161). 
Wkrótce doszło do walk pomiędzy wojskami Erlinga Skakke a wojskami króla Haakona II, który zginął w bitwie pod Sekken (1162). Po śmierci Haakona II jego zwolennicy zebrali się wokół jego młodszego brata Sigurda Markusfostre, który przyjął koronę królewską w 1162 jako Sigurd IV, ale już w 1163 Sigurd dostał się do niewoli Erlinga Skakke i został zamordowany.

## Czas regencji
Po pokonaniu i zabiciu Haakona II i Sigurda IV, Erling Skakke podporządkował sobie wszystkie ziemie królestwa, sprasowując rządy regencyjne w imieniu swego małoletniego syna, który w 1163 r. jako pierwszy władca norweski został koronowany przez arcybiskupa Nidaros (zwanym później Trondheim, tamtejsze arcybiskupstwo zostało założone w 1152 przez króla Inge I i jego przyrodnich braci Sigurda II i Eysteina II). By zyskać potwierdzenie legalności władzy Magnusa V, jego ojciec w 1164 r. zwołał do stolicy kraju Nidaros wielki wiec (zob. thing), na którym popierający regenta możni i wyższe duchowieństwo zyskali wiele przywilejów, ponadto wprowadzono zasady primogenitury, obowiązek pochodzenia władcy z legalnego związku małżeńskiego, od tej pory ogólnokrajowy thing miał prawo zatwierdzać wybór nowego króla (a nie jak dotąd thingi regionalne). Ogłoszone przywileje, a zwłaszcza przywileje prawne i ekonomiczne dla kościoła, spowodowały, że możni zebrani w stronnictwie Birkebeiner wywołali w 1174 powstanie przeciwko władzy Erlinga Skakke i Magnusa V, na czele powstanie stanął Eystein Meyla, który podawał się za syna Eysteina II. Stronnictwo narodowe wnet obwołało Eysteina królem (jako Eystein III). W styczniu 1177 doszło do bitwy pod Re, gdzie wojska Erlinga Skakke i Magnusa V pokonały buntowników, a sam Eystein III poległ.

## Walki ze Sverrem Sigurdssonem
Jednakże przeciwnicy Magnusa V i jego ojca znaleźli nowego przywódcę. Został nim Sverre Sigurdsson, będący prawdopodobnie nieślubnym synem króla Sigurda II Gęby. Sverre zebrał niedobitki wojsk Eysteina III i razem z nimi prowadził walki podjazdowe przeciwko Magnusowi V. Gdy zwolennicy partii narodowej okrzepli, doszło do kolejnej walnej bitwy pomiędzy wojskami królewskimi a wojskami Sverrego Sigurdssona. Miała ona miejsce 19 czerwca 1179 pod Kalvskinnet, gdzie wojska króla Magnusa V zostały pokonane, a jego ojciec Erling Skakke poległ. W następnych bitwach pod Ilevollene (1180) i pod Nordness (1181) wojska Magnusa V doznały kolejnych klęsk i Sverre Sigurdsson został obwołany królem Norwegii. Magnus i jego stronnicy (zwani odtąd Heklungs), nie złożyli broni i w kraju trwały powstania wspierane przez norweskich biskupów, którzy nie mogli przeboleć, ze nowy król zakwestionował legalność kościelnych przywilejów ustanowionych w 1164. Sverre Sigurdsson wobec słabości swej floty nie opanował zachodniej części kraju z miastem Bergen, gdzie przebywał i rządził Magnus V. Doszło do rozmów pokojowych między królami, ale Magnus V odrzucił propozycję objęcia władzy w części kraju i zostania współrządcą królestwa, a Sverre nie zgodził się na przyjęcie statusu wasala Magnusa. Czas negocjacji lepiej wykorzystał król Sverre, który dzięki nowo zbudowanej flocie zajął w 1183 Bergen i zmusił Magnusa V do opuszczenia kraju. Magnus zostawił w kraju insygnia królewskie, koronę i berło i udał się na wygnanie do Danii. Jednak król Sverre nadal borykał się z przeciwnikami swej władzy i w 1184 roku Magnus, ufny w siłę powstańców, wyprawił się na czele floty z Danii do Norwegii. Do spotkania z flotą króla Sverrego Sigurdssona doszło 15 czerwca 1184 r. w fiordzie Sogne, podczas której flota Magnusa została całkowicie rozbita, a on sam utonął podczas tej bitwy (zwanej bitwą pod Fimreite albo bitwą w Sognefjordzie). Po śmierci Magnusa V, Sverre Sigurdsson objął samodzielne rządy w Norwegii.

## Rodzina
Żoną Magnusa V była Elrid, córka możnego Bjorna Byrdasven i Rangrid Guttormsdotter, rodzina królewskiej żony była skoligacona z rodem królewskim. Z tego małżeństwa pochodziły córki: 
- Ingeborga, jej mężem był Peter Stöype, prawdopodobnie siostrzeniec króla Sverre Sigurdssona,
- Małgorzata (albo Krystyna), jej pierwszym mężem był Filip z Vegin, drugim Reidar Sendemand.

Z pozamałżeńskiego związku Magnus V miał prawdopodobnie syna:
- Sigurda Magnussona, który w 1192 r. obwołał się królem, ale 1194 został zabity w bitwie pod Florevåg koło Bergen